# Кебурия, Валериан Пухулович
Валериан Пухулович Кебурия (1916 год — дата смерти неизвестна) — бригадир колхоза имени Орджоникидзе Хобского района Грузинской ССР. Герой Социалистического Труда (1949).
В 1948 году бригада под руководством Валериана Кебурии собрала в среднем с каждого гектара по 88,6 центнера кукурузы на участке площадью 31,5 гектаров. Указом Президиума Верховного Совета СССР от 3 мая 1949 года удостоен звания Героя Социалистического Труда «за получение высоких урожаев кукурузы и табака в 1948 году» с вручением ордена Ленина и золотой медали «Серп и Молот».